# Kugbo
El Kugbo és una llengua que es parla a l'estat de Rivers del sud-est de Nigèria. Es parla concretament a la LGA de Brass.
El kugbo és una llengua que forma part de les llengües Central Delta de les llengües Benué-Congo. Segons l'ethnologue el 1989 tenia 18.000 parlants.
El 65% dels parlants de Kugbo professen confessions cristianes: el 40% són anglicans, el 40% són d'esglésies independents, el 20% són catòlics i el 5% són evangèlics. El 35% restant creuen en religions tradicionals africanes.